# Yang Liu (Boxerin)
Yang Liu (chinesisch 杨柳, Pinyin Yáng Liǔ; geboren am 20. Mai 1992 in Chifeng) ist eine chinesische Boxerin im Weltergewicht (bis 66 kg).

## Leben
Yang Liu gab ihr Debüt am 25. April 2015 gegen Samantha Worthington. Sie trat 2019 bei der Boxweltmeisterschaften der Frauen 2019 an und unterlag im Finale Busenaz Sürmeneli aus der Türkei. 2022 erreichte sie Gold bei den Asienspielen in Hangzhou.
Bei den Boxweltmeisterschaften der Frauen 2023 in Neu-Delhi gewann sie Gold gegen Janjaem Suwannapheng. Ursprünglich sollte sie gegen die algerische Boxerin Imane Khelif antreten, die jedoch nach einem „bislang nicht näher erklärten Geschlechter-Test“ von der International Boxing Association disqualifiziert wurde.
Bei den Olympischen Sommerspielen 2024 bestritt sie im Finale einen Kampf gegen Imane Khelif, die vom Olympischen Komitee zugelassen wurde. Die Entscheidung hatte zu Kontroversen geführt. Yang Liu unterlag im Finale nach Punkten und erhielt die Silbermedaille.